# Kloster Bredelar

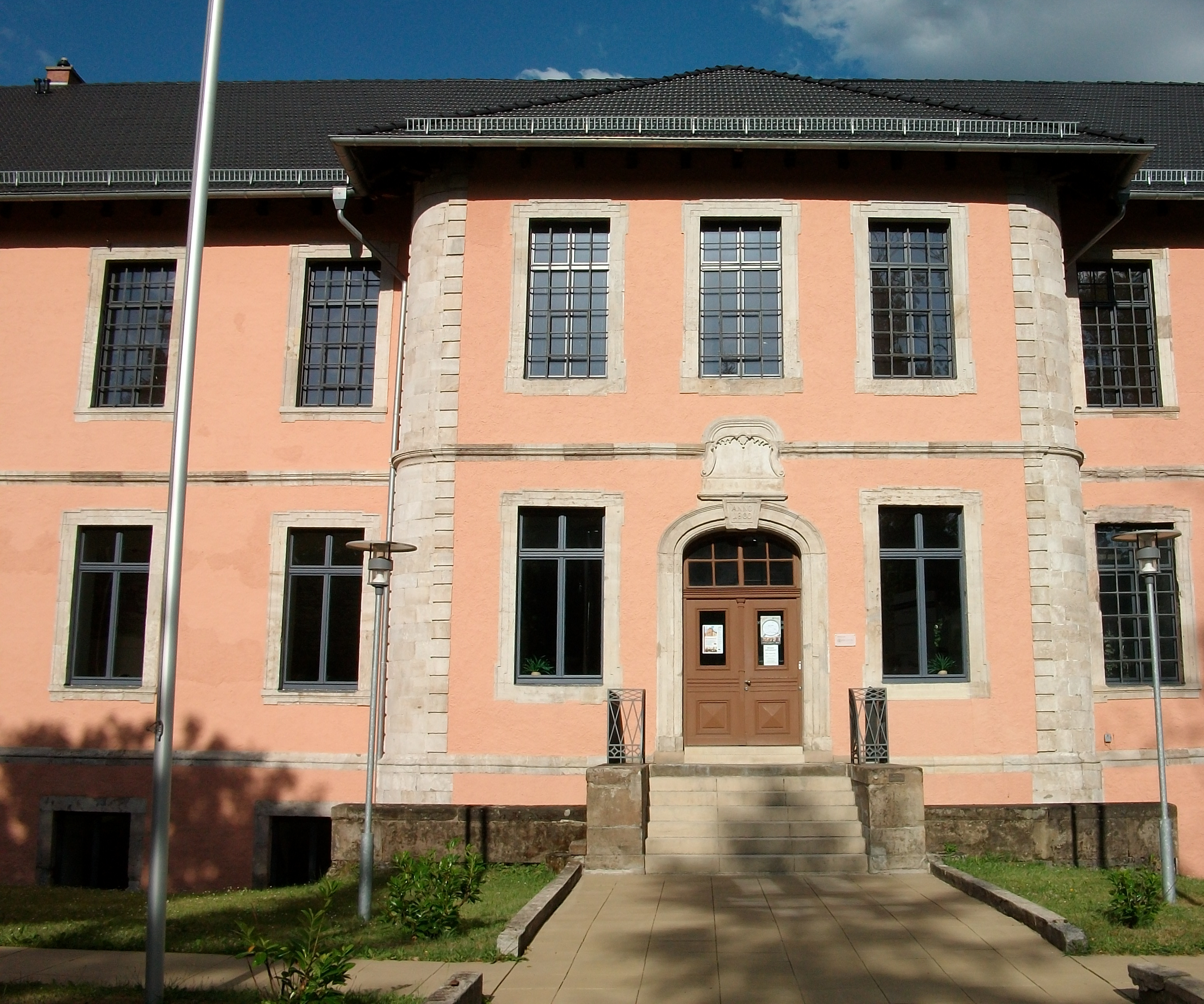
Eingang von Westen ins Hauptgebäude

Das Kloster Bredelar ist ein ehemaliges Prämonstratenserinnenkloster und spätere Zisterzienserabtei in Bredelar bei Marsberg in Nordrhein-Westfalen. Teile des Klostergeländes sind heute ein Kultur- und Tagungszentrum; daneben besteht ein Museum zur ehemaligen Theodorshütte.

## Geschichte

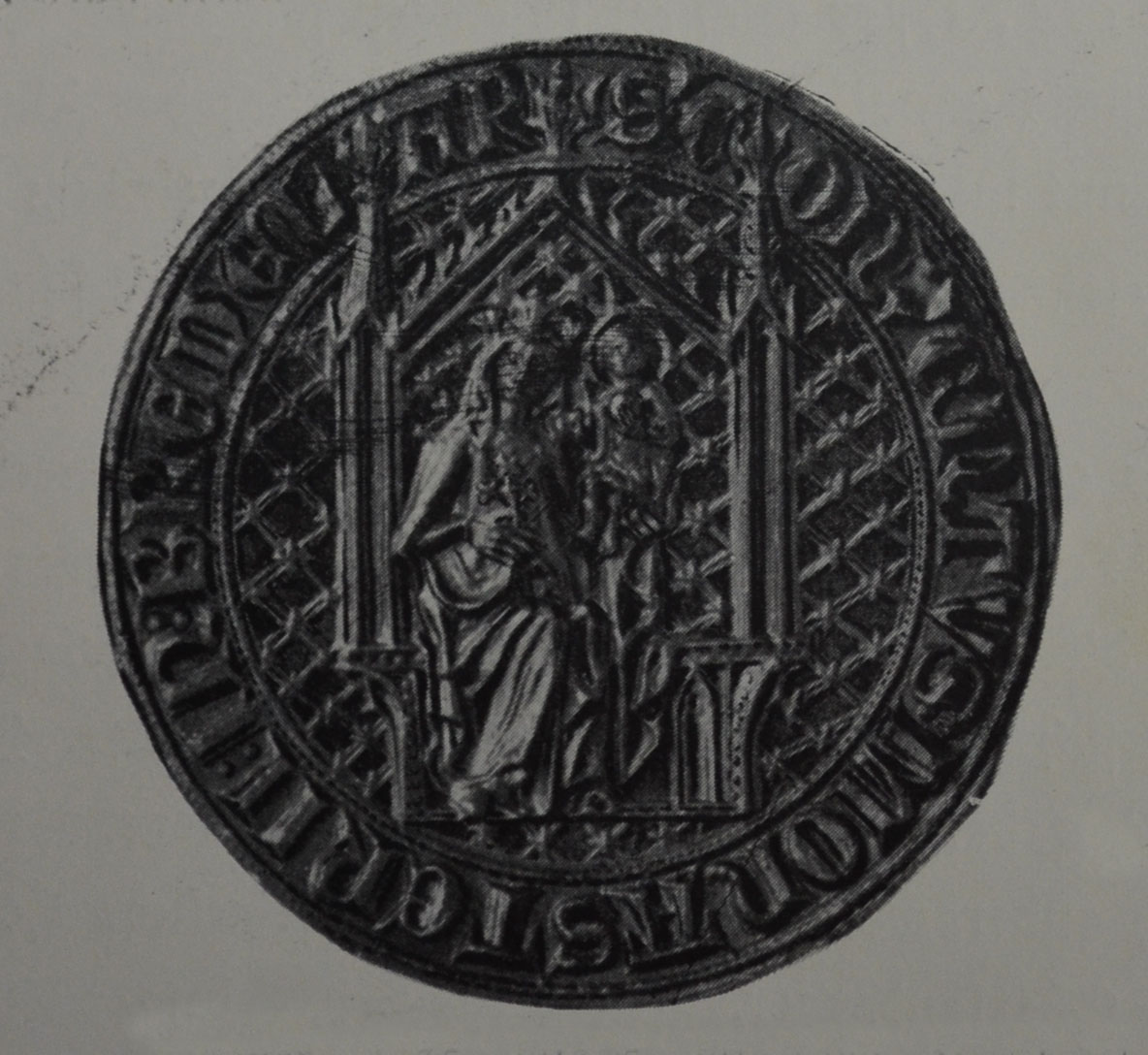
Siegel des Klosters 1335

1170 gründete der Kölner Erzbischof Philipp von Heinsberg in Bredelar ein Prämonstratenserinnenkloster. Den Ort für die Niederlassung erhielt er von seinem Lehnsmann Gottschalk von Padberg. Dafür bekam dieser die Vogtei über das Kloster. Zu dessen Ausstattung gehörten neben dem Klostergelände die Kapelle in Bremen bei Werl, einige Gutshöfe und eine Mühle. Die Klosterkirche war dem Heiligen Laurentius geweiht. 1196 wandelte der Kölner Erzbischof Adolf I. das Kloster in ein Zisterzienserkloster um. Die ersten Mönche kamen aus dem Kloster Hardehausen. Die Nonnen wurden in das Kloster Rumbeck bei Arnsberg versetzt.
Der Klosterbesitz wurde im 13. Jahrhundert durch Schenkungen der Herren von Padberg erweitert. Außerdem dehnte das Kloster seinen Besitz durch Kauf und Erbpacht aus. Zeitweise gehörten Weingärten am Rhein dazu. Aus der Blütezeit des Klosters stammt die in den Jahren 1238 bis 1241 geschaffene Handschrift Bredelarer Bibel. Sie wurde nach der Säkularisation vom neuen Landesherrn nach Darmstadt geschafft und befindet sich heute in der Universitäts- und Landesbibliothek Darmstadt. Mit dem Kloster Wedinghausen bestand seit 1246 eine Gebetsverbrüderung. Im 14. und 15. Jahrhundert führten zahlreiche Fehden in der Gegend und Folgen der Wüstungsbildung zu einem wirtschaftlichen Niedergang des Klosters und nahezu zum Erliegen des Ordenslebens. Im 16. Jahrhundert verbesserte sich die wirtschaftliche Lage, so dass die Klosterausstattung verbessert werden konnte.
Abt Melchior Gruben wurde 1591 als angeblicher Protestant vom Generalkapitel seines Ordens abgesetzt. Wegen innerer Streitigkeiten gelang es erst zwei Jahre später, einen neuen Abt zu wählen. Unter ihm wurden die Bautätigkeiten wieder aufgenommen und unter anderem ein neuer Hochaltar errichtet. Während des Dreißigjährigen Krieges geriet das Kloster so sehr in Bedrängnis, so dass 1631 die meisten Mönche das Kloster verließen. Durch Abt Absalon Heuck (1640–1669) konnten die durch den Krieg beschädigten Klostergebäude wiederhergestellt werden.
In der Zeit von 1726 bis 1766 erhielt das Kloster einen großen barocken Neubau. Rückschläge erfuhr das Kloster im Siebenjährigen Krieg, als am 5. August 1761 zu Kampfhandlungen vor dem Kloster zwischen Truppen aus Frankreich und Preußen kam. Bei den Kämpfen wurde das Kloster erheblich zerstört. Die Kämpfe verlagerten sich im Laufe des Tages Richtung Giershagen. Die Franzosen mussten sich, vermutlich wegen Munitionsmangel, zurückziehen. Rund 350 Soldaten wurden bei der Schlacht getötet. Noch 1932 fand man an der Diemel zahlreiche Gräber von Soldaten. Das Kloster wurde damals zu hohen Kontributionen gezwungen. Außerdem wurde für etwa 250 Soldaten ein Lazarett eingerichtet. Durch einen verheerenden Brandunfall vom 21. auf den 22. März 1787 wurde die Klosteranlage vollständig vernichtet. Das Kloster wurde bald darauf wieder aufgebaut, wobei die Schulden weiter anstiegen und 1801 bei über 40.000 Reichstalern lagen. Davon abgesehen war der Klosterhaushalt zu dieser Zeit mit jeweils etwa 10.000 Reichstalern an Einnahmen und Ausgaben ausgeglichen. Es besaß zu diesem Zeitpunkt noch 865 preußische Morgen an selbstgenutzter landwirtschaftlicher Fläche, zu welchem noch ein Waldbestand von über 4300 Morgen kam.

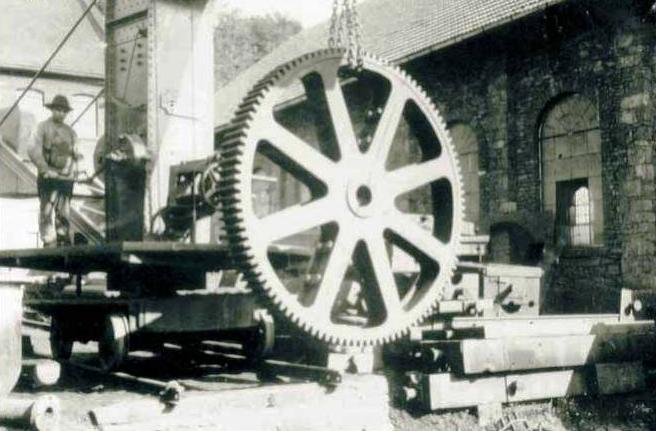
Theodorshütte 1900

1802 fiel das Herzogtum Westfalen und damit das Kloster an den Landgrafen von Hessen-Darmstadt. Der ließ das Kloster am 20. Februar 1804 aufheben. Der Besitz wurde zu einer staatlichen Domäne, die zunächst verpachtet wurde. 1842 wurde sie an den Hüttenbesitzer Theodor Ulrich verkauft, der in der Klosteranlage eine Eisengießerei mit Namen Theodorshütte einrichtete. So kam es, dass zwischen 1826 und 1870 die Firma Ulrich sogar Hochöfen ins Kloster einbaute.
Nach 1931 gab es unterschiedliche gewerbliche und andere Nutzungen. Im Zweiten Weltkrieg befand sich in der Klosteranlage ein großes Lager für Textilien und Haushaltswaren. Am 12. April 1945 wurde dieses Lager von Einheimischen und ehemaligen Gefangenen der Deutschen geplündert. Die US-Truppen, welche Bredelar am 30. März 1945 besetzt hatten, gaben dieses Lager anscheinend zur Plünderung frei. Seit etwa 1980 stand der größte Teil leer.

## Organisation des Klosters

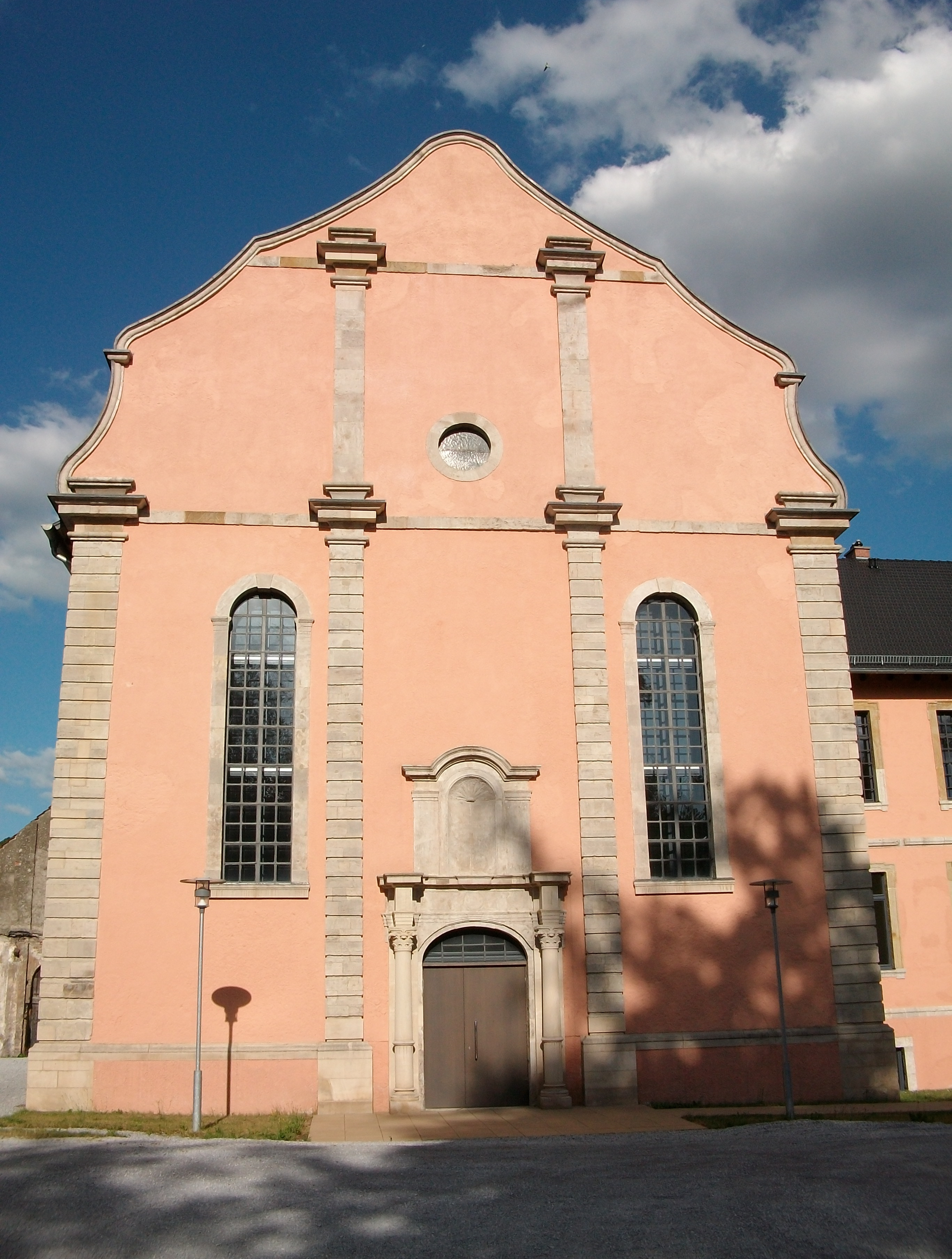
Ansicht von Westen auf die ehemalige Kapelle

Das Kloster stand ab 1196 in einem Filationsverhältnis zu Kloster Hardehausen, besaß die freie Abtswahl und war von der bischöflichen Gewalt exemt. Es unterstand keinem Vogt. Klosterangehörige waren im 13. und 14. Jahrhundert teilweise noch aus dem lokalen niederen Adel gekommen. Danach stammten sie nur noch aus bürgerlichen oder bäuerlichen Familien vom Hellweg, aus dem Paderborner Hochstift oder aus dem östlichen Sauerland. Als Ämter werden neben dem Abt Prior, Subprior und Küchenmeister genannt.
Inkorporiert waren die Pfarreien Bontkirchen und Giershagen, zeitweise auch Heringhausen (Diemelsee) in der Grafschaft Waldeck. In Messinghausen und Rösenbeck stellte das Kloster zumeist die Kapläne. Über das Kloster Holthausen hatte es lange Zeit das Visitationsrecht. Kloster Himmelpforten hatte seinen Propst und Kaplan aus Bredelar.
Nach dem Dreißigjährigen Krieg wurde das Archiv geordnet. Während der Regierungszeit des Clemens August von Bayern wurden Diözesangrenzen geändert. Dadurch entfiel das Kloster Bredelar dem Wirkungsbereich des Bistums Paderborn und wurde der Diözese Köln zugeordnet. Um 1800 hatte der Konvent 18 Mitglieder. Als Ämter werden neben dem Abt Prior, Subprior und Küchenmeister genannt. 1802 fiel es an den Landgrafen von Hessen-Darmstadt und 1816 an Preußen. Von dort gelangte das Klosterarchiv ins Staatsarchiv Münster. Die Bibliothek bestand 1804 aus weit über 1300 Bänden. Hiervon übernahm der Landgraf 10 wertvolle Handschriften und 11 Druckwerke und ließ sie in seine Hofbibliothek schaffen. Ein kleiner Teil der Bücher wurde an einzelne Pfarreien im Land übergeben. Die übrigen Bücher gelangten zu großen Teilen in die Arnsberger Regierungsbibliothek, von wo aus sie 1874 nach Münster in die Universitätsbibliothek überführt wurden.

## Äbte der Zisterzienserabtei

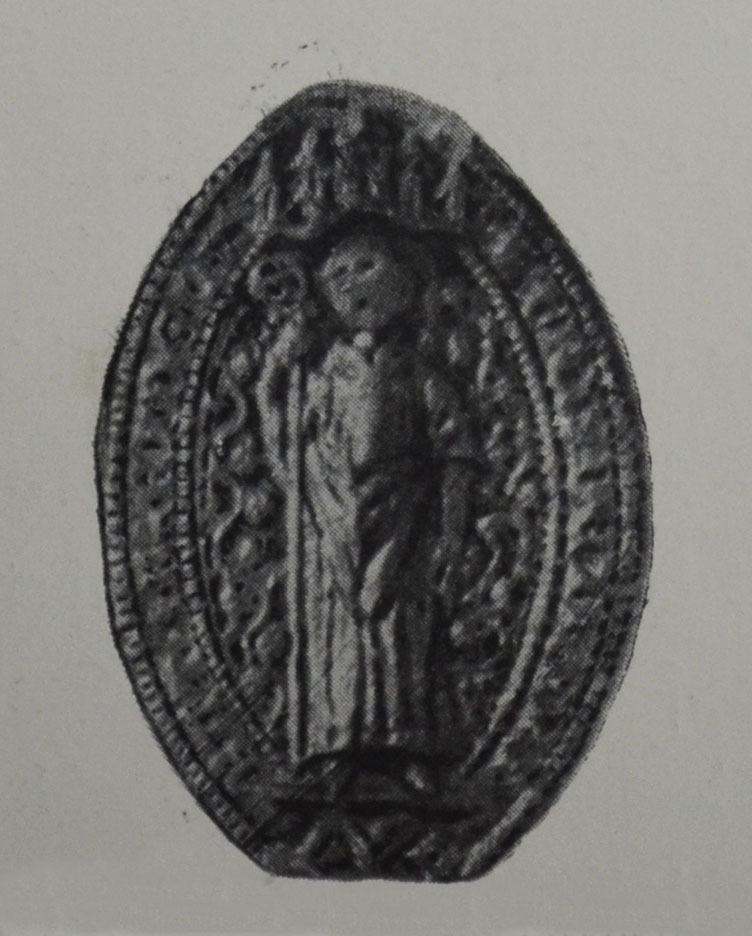
Siegel des Abtes Diether von Bredelar

| - 1196/1210 Albert - 1210/1222 Dethmar I. - 1222/1232 Siegfried I. - ab 1232 Dethmar II. - bis 1243 Heinrich I. - 1243/1255 Widekind - 1255/1258 Heinrich II. - 1258/1267 Alexander I. - um 1275 Berthold - um 1285 Rudolph - um 1293 Conrad - 1326–1338 Dietrich I. von Adorf (Zweig der Herren von Padberg) - um 1342 Dethmar III. - 1351/1371 Johann I. - um 1375 Gottfried - bis 1396 Dethmar IV. - um 1416 Johann II. - um 1423 Siegfried II. - bis 1430 Ludwig - 1430/1443 Beringer - 1443/1456 Heinrich III. von Essinghausen - vor 1465 Johann III. - ab 1465 Anton I. - 1485/1500 Dietrich II. - 1501/1503 Tilmann - 1504/1518 Dietrich II., zum 2. Mal | - 1518/1520 Christian - 1520/1523 Tilmann, zum 2. Mal - 1523/1541 Dietrich II., zum 3. Mal - 1543/1553 Peter I. Ruhrmann - 1553/1589 Alexander II. Britannus - 1589/1591 Melchior Gruben - 1591/1593 Unter Verwaltung des Küchenmeisters Johann Raitberg - 1593/1611 Ulrich Iserenhoit - 1611/1616 Johann IV Stenfurt - 1616/1633 Martin Boesfeld - 1633/1640 Georg Wulff - 1640/1669 Absalon Heuck - 1669/1680 Peter II. Focken - 1680/1688 Laurenz I. Ulrich - 1688/1693 Fabian Hauffstein - 1693/1697 Franz Stöver - 1697/1705 Ferdinand Laer - 1705/1713 Nivard Syn - 1713/1724 Robert Pielsticker - 1724/1733 Peter III. Nolthen - 1733/1754 Bernhard Weddemann - 1754/1758 Caspar Weise - 1758/1764 Anton II. Brexel - 1764/1765 Laurenz II. Spanke - 1765/1777 Vincent Bönig - 1777/1790 Joseph Kropff - 1790/1804 Laurenz III. Schäferhoff |

## Förderverein Kloster Bredelar e.V.

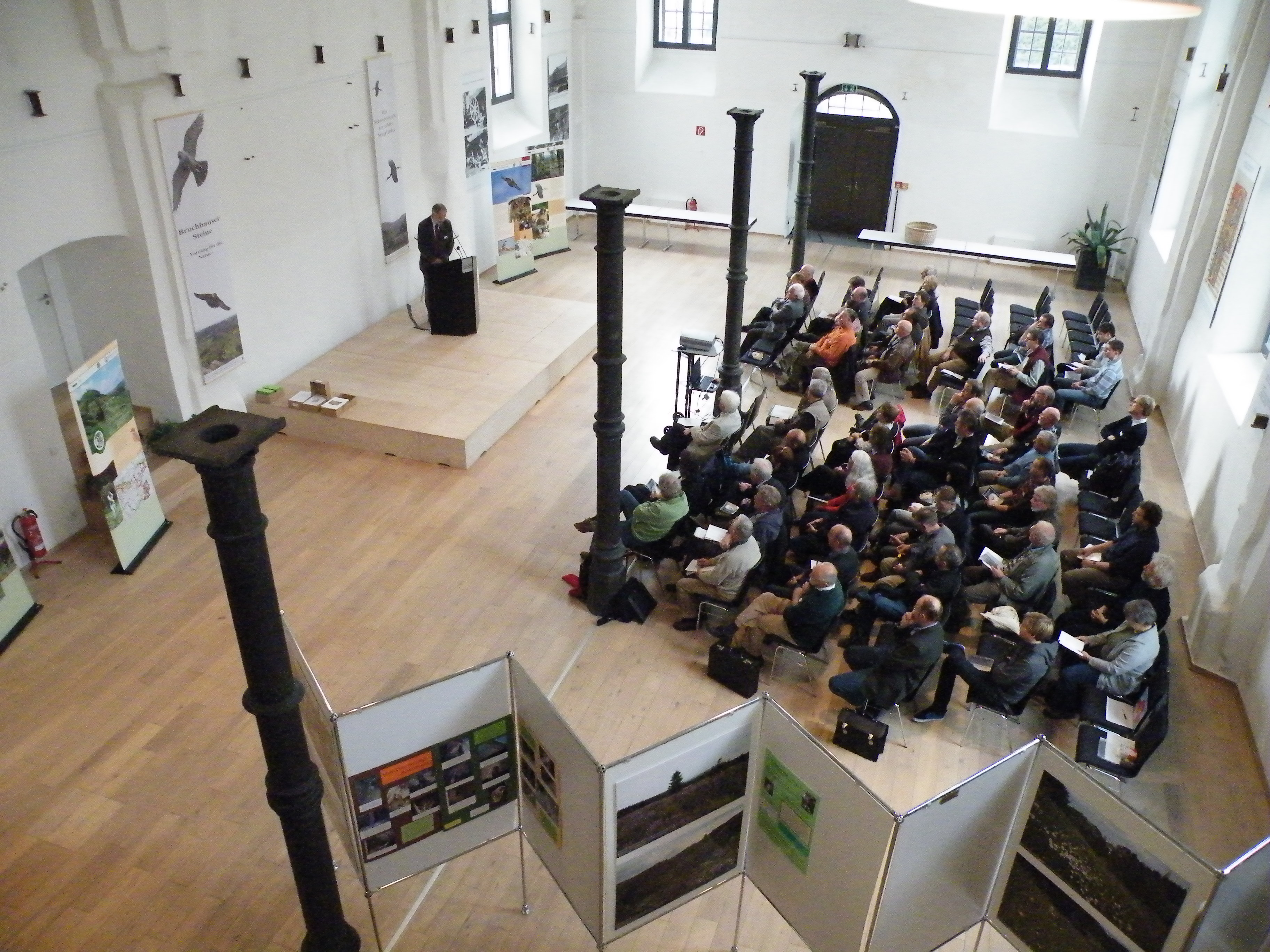
Vortrag in der Kapelle während der Jahrestagung 2011 der Deutsche Arbeitsgemeinschaft zum Schutz der Eulen

Seit etwa 1990 gibt es Aktivitäten vor Ort, große Teile des Gebäudebestandes zu retten und eine adäquate Nutzung zu finden. Am 11. August 2000 wurde der „Förderverein Kloster Bredelar e. V.“ gegründet, um diese Ziele zu erreichen. 2002 haben die Restaurierungsarbeiten für den in Zukunft öffentlich genutzten Bereich begonnen. Die Kosten der Restaurierung betragen ca. 5 Mio. €, die im Wesentlichen durch Zuschüsse des Landes NRW, der NRW-Stiftung, der Deutschen Stiftung Denkmalschutz, des Landschaftsverbandes Westfalen-Lippe, der Stadt Marsberg sowie durch Spenden aufgebracht werden. Größere Teile der Klostergebäude, insbesondere ehemalige Stallungen und Lagergebäude, westlich und südlich des Hauptgebäudes wurden nicht mit ins Konzept einbezogen. Auch der südliche Flügel des Hauptgebäudes konnte inzwischen für die Renovierung erworben werden. Im renovierten Hauptgebäude befindet sich auch der Sitz des Verein für Natur- und Vogelschutz im Hochsauerlandkreis (VNV). Vom 21. bis 23. Oktober 2011 fand im Kloster die Jahrestagung der bundesweiten Deutsche Arbeitsgemeinschaft zum Schutz der Eulen (AG Eulen) statt. Die Tagung wurde vom VNV mit der AG Eulen organisiert.
Das Kloster war im Juli 2001 Denkmal des Monats in Westfalen-Lippe. 2011 wurde der Förderverein mit dem Europa-Nostra-Preis in der Kategorie „Konservierung“ ausgezeichnet.
Der Förderverein plant ab 2014 die Restaurierung des Süd- und Ostflügels, eine Nutzergenossenschaft soll darin barrierefreie Wohnungen und Gewerberäume errichten.